# Acqua & Sapone
Acqua & Sapone (código UCI: ASA) fue un equipo ciclista italiano de categoría Profesional Continental.

## Acqua & Sapone como patrocinador
Acqua & Sapone patrocinó al equipo Cantina Tollo durante las temporadas 2001 y 2002, incluso en la segunda de ellas como patrocinador principal. Cantina Tollo, era una hacienda vinícola abruzzese.
Dirigido por Palmiro Masciarelli, el equipo pertenecía a la 1.ª división (GS1) y contaba en sus filas con la experiencia de Mario Cipollini (que en 2002 fue campeón del mundo) y jóvenes como Michele Scarponi y Alexandr Kolobnev entre otros. El equipo se disolvió a finales de la temporada 2002 y la mayoría de los ciclistas y miembros del equipo directivo se unió al recién creado Domina Vacanze.

## Historia del equipo

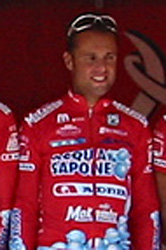
Hamburguesa Bo Acqua & Sapone-Adria Mobil, Bicicleta Vasca 2005

### Acqua & Sapone
En 2004, Masciarelli vuelve a crear un equipo y nuevamente es patrocinado por Acqua & Sapone, siendo el copatrocinador Caffè Mokambo. Fue registrado en la 2.ª división (GS2) y ninguno de los antiguos ciclistas que integraron el equipo fueron contratados. Algunos nombres destacados de la plantilla eran Bo Hamburger (ganador de la Flecha Valona en 1998) y Rinaldo Nocentini.
Participó del Giro de Italia logrando vencer en una etapa a través de Fred Rodríguez.
Con la creación de los Circuitos Continentales UCI en 2005, continuó en la segunda división, renombrada como equipos Profesionales Continentales. En la temporada 2006 ganó la clasificación por equipos del UCI Europe Tour y Rinaldo Nocentini fue 3º en la clasificación individual.
Regresó al Giro de Italia en 2007, donde Stefano Garzelli triunfó en dos etapas. Al año siguiente la escuadra ganó por segunda vez el UCI Europe Tour por equipos, mientras que Garzelli fue 2º a nivel individual.
No participó del Giro 2008, pero si desde 2009 a 2011, donde el equipo tuvo destacadas actuaciones principalmente a través de Garzelli. El varesino fue 5º en la clasificación general en 2009, además de ganar una etapa y sumó otra en 2010. Además en 2009 se quedó con el maillot verde como mejor escalador y obtuvo el premio de la combatividad. En 2011 repitió como mejor escalador.

## Desaparición
En 2012, el Aqua & Sapone no fue invitado al Giro de Italia. RCS Sports organizadora de la "corsa rosa", lo dejó fuera de las 4 plazas por invitación, sustituyéndolo por el equipo alemán NetApp. Los organizadores adujeron que la intención era internacionalizar la carrera y esto causó honda decepción en el equipo y en los patrocinadores ya que fue el único equipo Pro Continental italiano (o con estructura italiana) que no participó. Incluso Stefano Garzelli tenía planeado disputar el Giro y culminar su carrera deportiva ese año.
A principios de octubre de 2012, la empresa Aqua & Sapone anunció que retiraba el patrocinio del equipo de Masciarelli por la situación de haberse quedado fuera del Giro 2012, con lo cual el equipo disputó su última carrera en el Gran Premio Bruno Beghelli y desapareció en 2013.

## Corredor mejor clasificado en las Grandes Vueltas
| Año  | Giro de Italia           | Tour de Francia | Vuelta a España |
| ---- | ------------------------ | --------------- | --------------- |
| 2004 | 23.º Ruggero Marzoli     | -               | -               |
| 2005 | -                        | -               | -               |
| 2006 | -                        | -               | -               |
| 2007 | 16.º Stefano Garzelli    | -               | -               |
| 2008 | -                        | -               | -               |
| 2009 | 5.º Stefano Garzelli     | -               | -               |
| 2010 | 25.º Vladimir Miholjević | -               | -               |
| 2011 | 25.º Stefano Garzelli    | -               | -               |
| 2012 | -                        | -               | -               |

## Material ciclista
El equipo utilizó bicicletas Moser (2004-2005), De Rosa (2006-2009), Bottecchia (2010-2011) y Focus (2012).

## Sede
El equipo tiene su sede en la fracción Sambuceto de San Giovanni Teatino, situada en la provincia de Chieti, en la región de los Abruzos.

## Clasificaciones UCI
A partir de 2005 la UCI instauró los Circuitos Continentales UCI, donde el equipo estuvo desde que se creó dicha categoría registrado dentro del UCI Europe Tour, circuito en el que principalmente corrió. Estuvo en las clasificaciones del UCI Europe Tour Ranking, así como en la global de los equipos Profesionales Continentales adheridos al pasaporte biológico que hubo solo en 2009 llamada PCT Biological passport. Las clasificaciones del equipo y de su ciclista más destacado son las siguientes (excepto en la PCT Biological passport que solo fue clasificación de equipos):
UCI Europe Tour
| Temporada | Clasificación por equipos | Mejor corredor    | Posición |
| 2005      | 12º                       | Ruggero Marzoli   | 4º       |
| 2005-2006 | 1º                        | Rinaldo Nocentini | 3º       |
| 2006-2007 | 19º                       | Giuseppe Palumbo  | 92.º     |
| 2007-2008 | 1º                        | Stefano Garzelli  | 2º       |
| 2008-2009 | 13º                       | Luca Paolini      | 7º       |
| 2009-2010 | 26º                       | Luca Paolini      | 19º      |
| 2010-2011 | 20º                       | Fabio Taborre     | 23º      |
| 2011-2012 | 3º                        | Danilo Di Luca    | 5º       |

Tras discrepancias entre la UCI y los organizadores de las Grandes Vueltas, en 2009 se tuvo que refundar el UCI ProTour en una nueva estructura llamada UCI World Ranking, formada por carreras del UCI World Calendar. El equipo siguió siendo de categoría Profesional Continental pero tuvo derecho a entrar en ese ranking los dos primeros años por adherirse al pasaporte biológico.
| Año  | Clasificación por equipos | Mejor corredor   | Posición |
| 2009 | 15º                       | Stefano Garzelli | 26º      |
| 2010 | 23º                       | Stefano Garzelli | 38.º     |

## Palmarés destacado
Para todas las victorias, véase Palmarés del Acqua & Sapone

### Grandes Vueltas
- Giro de Italia
  - 2004: 1 etapa Fred Rodríguez
  - 2007: 3 etapas Stefano Garzelli (2), Gabriele Balducci
  - 2009: 1 etapa Stefano Garzelli
  - 2010: 1 etapa Stefano Garzelli

### Otras carreras
- Tirreno-Adriático
  - 2007: 1 etapa (Alexandr Arekeev)
  - 2010: General (Stefano Garzelli)

## Principales ciclistas
Para las plantillas del equipo, véase Plantillas del Acqua & Sapone
- Rinaldo Nocentini (2004-2006)
- Kanstantsin Siutsou (2006)
- Frank Vandenbroucke (2006-2007)
- Stefano Garzelli (2007-2012)
- Branislau Samoilau (2007-2008)
- Luca Paolini (2008-2010)
- Danilo Napolitano (2011-2012)
- Danilo Di Luca (2012)